# Sebastiania larensis
Sebastiania larensis là một loài thực vật có hoa trong họ Đại kích. Loài này được Croizat & Tamayo miêu tả khoa học đầu tiên năm 1949.